# Jana – Märkta för livet
Jana – Märkta för livet är en svensk drama-thrillerserie som hade premiär på strömningstjänsten Prime Video den 19 april 2024. Serien baseras på Emelie Schepps första bok om åklagaren Jana Berzelius. Den är skapad av Felix Herngren och Henrik Björn, som även står för regin. Manus har skrivits av Maria Karlsson, Daniel Sawka och Charlotte Lesche. Serien första säsong består av sex avsnitt.
Serien planerades ursprungligen ha premiär på Viaplay under 2023 innan rättigheterna såldes vidare till Amazon.

## Handling
Serien kretsar kring ett mord på en högt uppsatt chef för Migrationsverket, och det finns många som är misstänkta för mordet. Jana, som arbetar som assisterande åklagare deltar i utredningen. Hon är ung och utmärkt på sitt jobb, men också märkt av sin barndom som flykting från ett krigshärjat land. Ju mer hon gräver i mordet, desto tydligare blir det att mordet har med henne själv att göra.

## Rollista (i urval)
- Madeleine Martin – Jana Berzelius
- August Wittgenstein – Peer Bruckner
- Johan Ulveson - Karl Berzelius
- Pernilla August  - Margareta Berzelius
- Moa Gammel - Mia Bolander
- Fredrik Hallgren - Henrik Levin
- Sigrid Johnson - Louise ”Jojo” Berzelius
- Suzanne Reuter - Monica Grankvist
- Zlatko Burić - Gabriel Bolanaki
- Peshang Rad - Danilo Peña
- Thure Lindhardt
- Mahmut Suvakci - Amin Telmen

## Produktion
Serien är producerad av Sussan Treschow på FLX i samproduktion med Viaplay, med stöd av Norrköpings Filmfond. Den är inspelad i Norrköping och Stockholm.